# Centaur (Bootsklasse)
Die Centaur ist eine Freizeit- und Schulungsjolle, die seit 1960 von Zaadnoordijk Yachtbuilders BV gebaut wird.

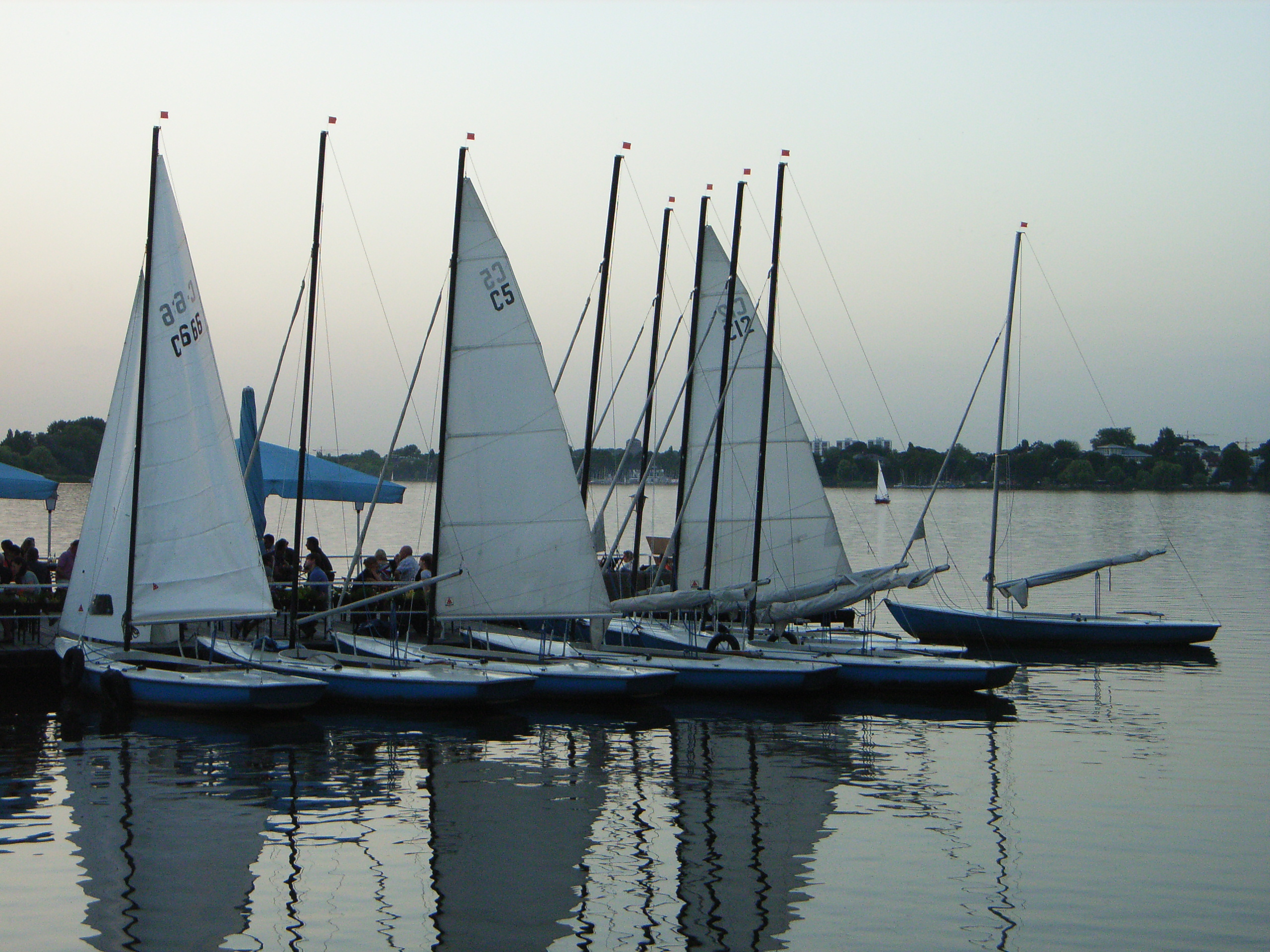
Centauren einer Segelschule auf der Alster

Rinus Zaadnordijk hatte bereits nach dem Zweiten Weltkrieg die Idee zu diesem, damals noch namenlosen, 16-m²-Boot. Nach dem Aufkommen des Polyester-Werkstoffs in den 1950er Jahren entwickelte er zusammen mit seiner Tochter die erste Centaur aus Kunststoff, die 1963 getauft wurde.

## Eigenschaften
Die Centaur ist mit fest in den Rumpf integrierten Auftriebskörpern ausgestattet und damit weitgehend unsinkbar. Die Stabilität wird durch die Kielbombe erhöht. Das Cockpit ist mit verschließbaren Stauräumen vorne und hinten und großen Ablagen unter den Seitendecks ausgestattet und bietet Platz für bis zu fünf Personen. Die Crewstärke für Regatten und ambitioniertes Segeln ist jedoch zwei bis max. drei Personen. Die Centaur kann auch Einhand gesegelt werden.

## Varianten
Die Centaur wird in vier Varianten angeboten, die die Bereiche vom Freizeitsegeln bis zum harten Alltag im Bootsverleih abdecken und auch eine Motorisierung (Außenborder oder in Kielbombe integriert) ermöglichen.
Der Rumpf der Centaur wurde früher aus Polyester und später GFK gefertigt. Der Bau der Schiffe erfolgt unter CE-Norm.